# Triouzoune
Triouzoune é um rio localizado na França.